# 石川総貨
石川 総貨（いしかわ ふさとみ）は、常陸下館藩の第8代藩主。伊勢亀山藩石川家分家10代。

## 生涯
文政2年10月9日（1819年11月26日）、第7代藩主・石川総承の長男として誕生した。天保7年12月5日（1837年1月11日）、父の隠居により家督を継ぐ。老中水野忠邦の推挙により、早くに御用番となった。天保8年（1837年）の大飢饉により、領内は荒廃し、被害は領民が12,000人から6,000人、負債額が35,000両に上るという莫大なものであったと言われている。このため、総貨は二宮尊徳に教えを請い、尊徳仕法によって藩財政を再建しようと努力した。嘉永2年9月12日（1849年10月27日）に死去し、跡を子の総管が継いだ。

## 系譜
父母
- 石川総承（父）

正室
- 加納久儔の娘

子女
- 石川総管（長男）
- 充子 ー 松平乗謨正室
- 大久保忠礼継室